# Natação no Campeonato Europeu de Esportes Aquáticos de 2018 - 50 m livre masculino
A prova dos 50 metros livre masculino da natação no Campeonato Europeu de Esportes Aquáticos de 2018 ocorreu nos dias 8 e 9 de agosto no Tollcross International Swimming Centre, em Glasgow no Reino Unido. 

## Calendário
| Fase          | Data        | Hora  |
| ------------- | ----------- | ----- |
| Eliminatórias | 8 de agosto | 09:12 |
| Semifinal     | 8 de agosto | 17:04 |
| Final         | 9 de agosto | 16:50 |

Todos os horários estão no horário local (UTC+0)

## Recordes
Antes desta competição, os recordes eram os seguintes:
|                       | Nadador            | Tempo | Local       | Data                   |
| --------------------- | ------------------ | ----- | ----------- | ---------------------- |
| Recorde mundial       | César Cielo        | 20.91 | São Paulo   | 18 de dezembro de 2009 |
| Recorde europeu       | Frédérick Bousquet | 20.94 | Montpellier | 26 de abril de 2009    |
| Recorde do campeonato | Florent Manaudou   | 21.32 | Berlim      | 24 de agosto de 2014   |

Os seguintes novos recordes foram estabelecidos durante esta competição. 
| Data        | Prova     | Nadador   | Nacionalidade | Tempo | Recordes              |
| ----------- | --------- | --------- | ------------- | ----- | --------------------- |
| 8 de agosto | Semifinal | Ben Proud | Reino Unido   | 21.11 | Recorde do campeonato |

## Medalhistas
| Ouro            | Prata                   | Bronze               |
| Ben Proud (GBR) | Kristian Golomeev (GRE) | Andrea Vergani (ITA) |

## Resultados

### Eliminatórias
Esses foram os resultados das eliminatórias. 
| Pos. | Bateria | Raia | Nadador              | Nacionalidade        | Tempo | Notas |
| ---- | ------- | ---- | -------------------- | -------------------- | ----- | ----- |
| 1    | 7       | 5    | Kristian Golomeev    | Grécia               | 21.68 | Q     |
| 1    | 8       | 4    | Ben Proud            | Reino Unido          | 21.68 | Q     |
| 3    | 6       | 5    | Andrea Vergani       | Itália               | 21.72 | Q     |
| 4    | 7       | 4    | Paweł Juraszek       | Polónia              | 21.81 | Q     |
| 5    | 6       | 4    | Vladimir Morozov     | Rússia               | 21.85 | Q     |
| 6    | 6       | 6    | Andriy Govorov       | Ucrânia              | 21.95 | Q     |
| 7    | 8       | 3    | Jesse Puts           | Países Baixos        | 22.03 | Q     |
| 8    | 8       | 6    | Luca Dotto           | Itália               | 22.15 | Q     |
| 9    | 8       | 5    | Ari-Pekka Liukkonen  | Finlândia            | 22.19 | Q     |
| 10   | 6       | 2    | Thomas Fannon        | Reino Unido          | 22.26 | Q     |
| 11   | 8       | 7    | Sergey Fesikov       | Rússia               | 22.31 | Q     |
| 12   | 5       | 5    | Alessandro Miressi   | Itália               | 22.34 |       |
| 13   | 5       | 7    | Andrej Barna         | Sérvia               | 22.36 | Q     |
| 13   | 8       | 1    | Yonel Govindin       | França               | 22.36 | Q     |
| 15   | 6       | 0    | Simonas Bilis        | Lituânia             | 22.42 | Q     |
| 16   | 7       | 2    | Lorenzo Zazzeri      | Itália               | 22.47 |       |
| 17   | 7       | 1    | Maxime Grousset      | França               | 22.48 | Q     |
| 18   | 8       | 2    | David Cumberlidge    | Reino Unido          | 22.49 |       |
| 19   | 5       | 9    | Bruno Blašković      | Croácia              | 22.50 | Q     |
| 20   | 8       | 8    | Meiron Cheruti       | Israel               | 22.51 |       |
| 21   | 7       | 9    | Niksa Stojkovski     | Noruega              | 22.52 |       |
| 22   | 7       | 7    | Ivan Kuzmenko        | Rússia               | 22.64 |       |
| 23   | 6       | 7    | Sergii Shevtsov      | Ucrânia              | 22.67 |       |
| 24   | 6       | 3    | Paweł Sendyk         | Polónia              | 22.68 |       |
| 25   | 6       | 8    | Nyls Korstanje       | Países Baixos        | 22.74 |       |
| 26   | 5       | 6    | Nándor Németh        | Hungria              | 22.77 |       |
| 27   | 3       | 4    | Péter Holoda         | Hungria              | 22.78 |       |
| 27   | 7       | 8    | Björn Seeliger       | Suécia               | 22.78 |       |
| 29   | 8       | 9    | Odyssefs Meladinis   | Grécia               | 22.81 |       |
| 30   | 5       | 0    | Christoffer Carlsen  | Suécia               | 22.82 |       |
| 31   | 5       | 2    | Mislav Sever         | Croácia              | 22.86 |       |
| 32   | 4       | 5    | Isak Eliasson        | Suécia               | 22.89 |       |
| 33   | 5       | 4    | Anton Latkin         | Bielorrússia         | 22.95 |       |
| 34   | 4       | 4    | Bernhard Reitshammer | Áustria              | 22.97 |       |
| 35   | 5       | 3    | Anton Herrala        | Finlândia            | 23.00 |       |
| 36   | 5       | 1    | Nikola Aćin          | Sérvia               | 23.02 |       |
| 37   | 4       | 8    | Tobias Bjerg         | Dinamarca            | 23.06 |       |
| 38   | 4       | 2    | Yalım Acımış         | Turquia              | 23.08 |       |
| 39   | 6       | 9    | Miguel Nascimento    | Portugal             | 23.10 |       |
| 40   | 7       | 0    | Calum Bain           | Irlanda              | 23.11 |       |
| 40   | 4       | 9    | George-Adrian Raţiu  | Roménia              | 23.11 |       |
| 42   | 4       | 0    | Daniel Zaitsev       | Estónia              | 23.12 |       |
| 43   | 4       | 6    | Julien Henx          | Luxemburgo           | 23.17 |       |
| 44   | 8       | 0    | Andrey Zhilkin       | Rússia               | 23.18 |       |
| 45   | 4       | 7    | Emir Muratović       | Bósnia e Herzegovina | 23.19 |       |
| 45   | 3       | 7    | Alexander Trampitsch | Áustria              | 23.19 |       |
| 47   | 4       | 3    | Nikola Miljenić      | Croácia              | 23.21 |       |
| 47   | 3       | 6    | Predrag Miloš        | Islândia             | 23.21 |       |
| 49   | 2       | 2    | Karl Luht            | Estónia              | 23.22 |       |
| 50   | 4       | 1    | Viktar Krasochka     | Bielorrússia         | 23.24 |       |
| 51   | 3       | 1    | Robert Powell        | Irlanda              | 23.35 |       |
| 52   | 2       | 5    | İskender Başlakov    | Turquia              | 23.40 |       |
| 53   | 3       | 9    | Nikita Tsernosev     | Estónia              | 23.52 |       |
| 54   | 2       | 4    | Artur Barseghyan     | Armênia              | 23.57 |       |
| 55   | 2       | 7    | Vahan Mkhitaryan     | Armênia              | 23.59 |       |
| 56   | 3       | 3    | Tomas Sungaila       | Lituânia             | 23.65 |       |
| 57   | 2       | 6    | Georgia Biganishvili | Geórgia              | 23.74 |       |
| 58   | 3       | 8    | Kemal Arda Gürdal    | Turquia              | 23.76 |       |
| 59   | 3       | 0    | Matthew Zammit       | Malta                | 23.84 |       |
| 60   | 1       | 3    | Vladimir Mamikonyan  | Armênia              | 23.87 |       |
| 61   | 2       | 3    | Marko-Matteus Langel | Estónia              | 24.10 |       |
| 62   | 2       | 1    | Matthew Galea        | Malta                | 24.60 |       |
| 63   | 2       | 0    | Cristian Santi       | San Marino           | 25.64 |       |
| 64   | 2       | 8    | Gianluca Pasolini    | San Marino           | 25.69 |       |
| 65   | 1       | 5    | Ruben Gharibyan      | Armênia              | 26.07 |       |
| 66   | 1       | 4    | Dren Ukimeraj        | Kosovo               | 26.14 |       |
| 67   | 3       | 2    | Richárd Bohus        | Hungria              | DNS   | DNS   |
| 67   | 5       | 8    | Ziv Kalontarov       | Israel               | DNS   | DNS   |
| 67   | 6       | 1    | Pieter Timmers       | Bélgica              | DNS   | DNS   |
| 67   | 7       | 3    | Konrad Czerniak      | Polónia              | DNS   | DNS   |
| 67   | 7       | 6    | Damian Wierling      | Alemanha             | DNS   | DNS   |

### Semifinal
Esses foram os resultados das semifinais. 
Semifinal 1
| Pos. | Raia | Nadador         | Nacionalidade | Tempo | Notas |
| ---- | ---- | --------------- | ------------- | ----- | ----- |
| 1    | 4    | Ben Proud       | Reino Unido   | 21.11 | Q,    |
| 2    | 5    | Paweł Juraszek  | Polónia       | 21.67 | Q     |
| 3    | 1    | Simonas Bilis   | Lituânia      | 22.04 | DES   |
| 3    | 3    | Andriy Govorov  | Ucrânia       | 22.04 | DES   |
| 5    | 8    | Bruno Blašković | Croácia       | 22.06 |       |
| 5    | 6    | Luca Dotto      | Itália        | 22.06 |       |
| 7    | 2    | Thomas Fannon   | Reino Unido   | 22.14 |       |
| 8    | 7    | Yonel Govindin  | França        | 22.18 |       |

Semifinal 2
| Pos. | Raia | Nadador             | Nacionalidade | Tempo | Notas |
| ---- | ---- | ------------------- | ------------- | ----- | ----- |
| 1    | 5    | Andrea Vergani      | Itália        | 21.37 | Q,    |
| 2    | 3    | Vladimir Morozov    | Rússia        | 21.44 | Q, =  |
| 3    | 4    | Kristian Golomeev   | Grécia        | 21.52 | Q,    |
| 4    | 2    | Ari-Pekka Liukkonen | Finlândia     | 21.96 | Q     |
| 5    | 6    | Jesse Puts          | Países Baixos | 22.02 | Q     |
| 6    | 7    | Sergey Fesikov      | Rússia        | 22.15 |       |
| 7    | 1    | Andrej Barna        | Sérvia        | 22.27 |       |
| 8    | 8    | Maxime Grousset     | França        | 22.27 |       |

Desempate
Esse foi o resultado do desempate, o que resultou em uma vaga na final. 
| Pos. | Raia | Nadador        | Nacionalidade | Tempo | Notas |
| ---- | ---- | -------------- | ------------- | ----- | ----- |
| 1    | 4    | Simonas Bilis  | Lituânia      | 21.70 | Q,    |
| 2    | 5    | Andriy Govorov | Ucrânia       | 21.74 |       |

### Final
Esse foi o resultado da final. 
| Pos.              | Raia | Nadador             | Nacionalidade | Tempo | Notas            |
| ----------------- | ---- | ------------------- | ------------- | ----- | ---------------- |
| Medalha de ouro   | 4    | Ben Proud           | Reino Unido   | 21.34 |                  |
| Medalha de prata  | 6    | Kristian Golomeev   | Grécia        | 21.44 | Recorde nacional |
| Medalha de bronze | 5    | Andrea Vergani      | Itália        | 21.68 |                  |
| 4                 | 3    | Vladimir Morozov    | Rússia        | 21.74 |                  |
| 5                 | 8    | Simonas Bilis       | Lituânia      | 21.97 |                  |
| 6                 | 1    | Jesse Puts          | Países Baixos | 22.08 |                  |
| 7                 | 7    | Ari-Pekka Liukkonen | Finlândia     | 22.11 |                  |
| 8                 | 2    | Paweł Juraszek      | Polónia       | 22.14 |                  |

Legenda
| Recorde mundial       | Recorde mundial (World record)               |                       | Recorde africano                      | Recorde africano (African) |                                           | Q | Classificado por posição (Qualified) |
| Recorde do campeonato | Recorde do campeonato (Championship record)  | Recorde da América    | Recorde da América (Americas)         | q                          | Classificado por melhor tempo (Qualified) |   |                                      |
| Melhor marca do ano   | Melhor marca do ano (World leading)          | Recorde asiático      | Recorde asiático (Asian)              | DNS                        | Não largou (Did not start)                |   |                                      |
| Recorde nacional      | Recorde nacional (National record)           | Recorde europeu       | Recorde europeu (European)            | DNF                        | Não terminou (Did not finish)             |   |                                      |
| Recorde pessoal       | Recorde pessoal do atleta (Personal best)    | Recorde da Oceania    | Recorde da Oceania (Oceania)          | DSQ / DQ                   | Desclassificado (Disqualified)            |   |                                      |
| Recorde da temporada  | Recorde da temporada do atleta (Season best) | Recorde sul-americano | Recorde sul-americano (South America) | NM                         | Sem marca (No mark)                       |   |                                      |